# Potoky
Potoky é um município da Eslováquia, situado no distrito de Stropkov, na região de Prešov. Tem 5,58 km² de área e sua população em 2018 foi estimada em 86 habitantes.

## Demografia
| Ano:        | 1994 | 2004   | 2014   | 2024    |
| ----------- | ---- | ------ | ------ | ------- |
| Broj ljudi: | 102  | 92     | 93     | 82      |
| Razlika:    |      | -9,80% | +1,08% | -11,82% |

| Ano:               | 2023 | 2024   |
| ------------------ | ---- | ------ |
| Número de pessoas: | 83   | 82     |
| Diferença:         |      | -1,20% |